# ProfLT
ProfLT este un program folosit în topografie. Aplicația oferă o serie de facilități în ceea ce privește configurarea, modificarea, desenarea și așezarea în pagină a profilelor longitudinale ale terenului, cât și a secțiunilor transversale. Programul a fost creat pentru a funcționa în mediul AutoCAD, BricsCAD și ZWCAD. 
Aplicația ProfLT permite inserarea punctelor dintr-un fișier de coordonate, iar pe baza codurilor acestor puncte sau a modelului tridimensional, programul generează profilele longitudinale și transversale. Opțiunile de configurare permit modificarea modelelor predefinite pentru profile, dar și salvarea unor modele noi. Astfel, fiecare utilizator are posibilitatea să particularizeze în funcție de cerințele lucrării.

## Introducere
Programul ProfLT a fost creat de compania 3D Space

. În 2009 a fost conceput pentru a funcționa în mediul AutoCAD sau IntelliCAD. Dezvoltatorul programului este inginerul Cristinel Bujor, care a creat și alte programe (TopoLT și TransLT) adaptate în special la standardele românești de proiectare. De la creare și până în prezent, ProfLT a suportat o serie de update-uri și astfel a devenit un program foarte util în domeniul topografiei și cadastrului, îndeplinind toate cerințele necesare pentru munca teren-birou.

## Scurt istoric
1996 - A fost creat programul PROF ce funcționa în sistemul de operare DOS.
2009 - Începând cu acest an, programul funcționează în mediul AutoCAD și IntelliCAD. Se introduc noi posibilități de lucru precum unirea punctelor, generarea profilelor pe model 3D, așezarea în pagină a profilelor, configurarea facilă a modului de lucru.
2010 - Se introduce posibilitatea scalării distanțelor din profile pentru a se putea elimina deformația pe distanțe a sistemului de proiecție. De asemenea, este introdusă posibilitatea de a alege caracterul despărțitor pentru fișierele CSV. Totodată, se oferă posibilitatea de a alege atributele pentru scara lungimilor și scara cotelor pentru blocul ce conține cartușul planșei.
Tot în acest an se aduc îmbunătățiri privind operarea în tabelele programului.
2012 - Se introduce posibilitatea de a desena în tabelele profilelor și rubrici goale, este schimbată ordinea coloanelor de la cele două tabele de selectare a rubricilor profilelor. Tot în 2012 se introduce comanda CalcDcl pentru calcularea și desenarea în rubrică a declivităților unei polilinii. Se îmbunătățește comanda CalcZ, acum se pot alege și puncte pentru a calcula cotele proiectate, de asemenea se pot evita suprapunerile dintre texte. Pentru profilele longitudinale care conțin obiecte se introduce posibilitatea de a desena sau nu cota și înălțimea obiectului precum și cota la baza obiectului.
2018 - Se creează posibilitatea de a anula înregistrarea licenței pentru a o putea muta pe un alt calculator atunci când se dorește.
2019 - Se introduce posibilitatea de a alege stilul ferestrelor. Tabelul cu coordonate poate fi exportat în Microsoft Word sau Excel. Pentru declivități este introdusă opțiunea de a alege unitatea de măsură și numărul de zecimale.
2020 - La desenarea profilelor se introduce opțiunea de a elimina din profil liniile verticale și textele rubricilor pentru punctele ce se afla sub o anumită distanță. Această opțiune este utilă pentru a elimina textele ce se suprapun din zonele în care punctele sunt mult prea apropiate.
La desenarea punctelor dintr-un fișier cu comanda DrawPts se introduce posibilitatea de a căuta și înlocui texte în tabelul de coordonate.

## Funcții ale programului ProfLT
ProfLT este compatibil cu programele AutoCAD, BricsCAD și ZWCAD.
Aplicația conține șabloane pentru diferite tipuri de proiecte (drumuri, linii electrice aeriene, canalizări, ape) și este ușor de configurat de către utilizator.
Programul ProfLT permite inserarea punctelor dintr-un fișier de coordonate și salvarea coordonatelor în fișiere.
ProfLT permite realizarea profilelor longitudinale folosind o polilinie 2D sau o polilinie 3D, modificarea profilelor, unirea și previzualizarea profilelor, desenarea rapidă sau cu așazare în planșă.
Realizarea profilelor transversale dintr-o linie, polilinie 2D sau 3D, modificarea și previzualizarea acestora, conectarea profilelor transversale la un profil longitudinal, desenarea rapidă sau cu așezare în planșă.
Automatizări precum crearea profilelor longitudinale după codurile punctelor, unirea punctelor după codul punctelor, crearea profilelor transversale după identificarea automată a punctelor.
Realizarea profilelor longitudinale și transversale pe modelul 3D. Modelul 3D este realizat cu programul TopoLT.
Calculul cotelor proiectate și a declivităților în profilul longitudinal.

## Compatibilitatea cu alte softuri
ProfLT rulează sub AutoCAD, BricsCAD și ZWCAD, utilizând funcțiile de desenare ale acestor programe, la care se adaugă funcțiile specifice ale programului necesare pentru realizarea planurilor topografice și cadastrale în format digital.

## Limbi disponibile
ProfLT funcționează în mai multe limbi, putând fi tradus de către utilizator în orice limbă. Configurarea funcțiilor a fost gândită în așa fel încât să acopere o gamă cât mai largă de situații.

## Date despre program
Dezvoltator: 3D Space
Lansare: iulie 2009
Ultima versiune: ProfLT 13
Sistem de operare: Windows
Disponibil în mai multe limbi
Tip: program software
Licență: permanentă
Versiune demo de 30 de zile.
Website: https://www.topolt.com